# Turlien Romulus
Turlien Romulus (13 aprile 1981) è un calciatore haitiano, centrocampista del Cavaly.

## Caratteristiche tecniche
È un trequartista.

## Carriera

### Nazionale
Ha debuttato in Nazionale nel 2000. Ha partecipato, con la Nazionale, alla Gold Cup 2007. Ha collezionato in totale, con la maglia della Nazionale, 35 presenze e due reti.